# Dazzler (personaggio)
Dazzler, il cui vero nome è Alison Blaire, è un personaggio dei fumetti creato nel 1980, pubblicato dalla Marvel Comics.

## Biografia del personaggio

Disegni di Terry Dodson

È una supereroina che è entrata a far parte del gruppo degli X-Men, dopo un passato da cantante.
La sua splendida voce l'aveva messa in evidenza come cantante. Allo svilupparsi dei suoi poteri lei li adoperò per aumentare l'effetto scenico delle sue performance. Gli spettatori andarono in delirio pensando che fossero generati da effetti speciali in scena e perfino l'Uomo Ragno si prese una sbandata per lei. La sua notorietà calò quando rivelò di essere una mutante nella graphic novel a lei dedicata.
Il suo debutto nell'universo Marvel avviene durante la Saga della Fenice Nera, nella fase in cui gli X-Men erano in lotta con il Club Infernale. Inizialmente resta fuori dal gruppo, preferendo mantenere la sua identità pubblica.
Le viene dedicata una serie regolare in cui affronta vari supercriminali dell'Universo Marvel,tra cui l'essere cosmico Galactus che la rende per breve tempo suo araldo,infondendole parte del potere cosmico di cui è dotato Silver Surfer.
Fu vicina ad entrare nei Vendicatori ma poi entrò a far parte degli X-Men rivelandosi un'autentica eroina ed imparando a padroneggiare tutti i suoi poteri. In particolare ha un ruolo di primo piano nell'arco narrativo detto 'dell'Australia', in cui gli X-Men creduti morti dal mondo dopo uno scontro con l'essere ancestrale noto come l'Avversario si rifugiano segretamente nella base australiana precedentemente utilizzata dai Reavers. In questa fase ha uno scontro con l'inarrestabile Fenomeno dopo il quale viene creduta morta. Successivamente ebbe una storia d'amore con Longshot e tornò con lui nel Mojoverso per spodestare il terribile oppressore.
Tempo dopo Alison ritornò dal Mojoverso senza Longshot; ciò fece pensare che lui fosse morto, ma Alison rivelò che non era vero, senza però dire come facesse ad esserne sicura.
Dopo un periodo come leader di un gruppo di X-Men provenienti da varie realtà, Dazzler verrà reclutata da Maria Hill nello S.H.I.E.L.D. come contatto coi mutanti ma Mystica la rapirà e sostituirà, mentre lei verrà tenuta prigioniera a Madripoor e successivamente liberata da Magneto.

### Original Sin
Durante Original Sin si unirà agli X-Men di Ciclope in cerca di vendetta su Mystica.

### Decimation
Dopo gli eventi di House of M Alison entra nella nuova formazione di Excalibur per evitare che i mutanti siano sfruttati.

## Poteri e abilità
Alison è capace di trasformare il suono in luce per creare raggi fotonici. È inoltre in grado di manipolare la sua luce riuscendo a fare molti effetti, può cambiare il colore della sua luce a suo piacimento, può controllare la intensità per molti scopi e, infine, decide la durata del tempo in cui deve rimanere sempre accesa la luce. Può utilizzare i suoi poteri in vari modi:
- Difensiva: può creare scudi di luce per proteggersi oppure può abbagliare gli avversari per scappare o per avviare tecniche di gruppo.
- Offensiva: può canalizzare la luce in raggi luminosi che possono fare male come i raggi laser o raggi di energia. Può anche causare cecità usando una luce molto intensa, scaraventare colpi di energia luminosa.

Se non ci sono suoni o vibrazioni intorno a lei, Allison può semplicemente parlare o sbattere mani e piedi per creare suoni e vibrazioni per poi convertirla in luce.

## Altri media

### Cinema
Nella serie di film X-Men, Dazzler è interpretata da Halston Sage. Compare in:
- X-Men: Dark Phoenix

La sua esistenza era stata già allusa dall'apparizione del suo nome sullo schermo di un computer in X-Men 2 e da una scena tagliata da X-Men - Apocalisse, in cui viene mostrata sulla copertina di un album discografico che Scott Summers e Jean Grey acquistano in un negozio di musica.

#### Animazione
Dazzler compare in LEGO Marvel Avengers: Mission Demolition.

### Televisione
Dazzler appare in:
- L'audacia degli X-Men
- Insuperabili X-Men
- Wolverine e gli X-Men
- X-Men '97

### Videogiochi
Dazzler appare in:
- X-Men: Madness in Murderwolrd
- X-Men II: The Fall of the Mutants
- X-Men Legends II: L'Era di Apocalisse
- Marvel vs. Capcom 3: Fate of Two Worlds
- Marvel Puzzle Quest
- Marvel: Sfida dei Campioni
- Marvel Future Fight
- Marvel Strike Force